# Віндермір (Флорида)
Віндермір (англ. Windermere) — місто (англ. town) в США, в окрузі Орандж штату Флорида. Населення — 3030 осіб (2020).

## Географія
Віндермір розташований за координатами 28°30′0″ пн. ш. 81°32′10″ зх. д. / 28.50000° пн. ш. 81.53611° зх. д. (28.500072, -81.536012). За даними Бюро перепису населення США в 2010 році місто мало площу 4,07 км², з яких 4,03 км² — суходіл та 0,04 км² — водойми. В 2017 році площа становила 4,96 км², з яких 4,91 км² — суходіл та 0,04 км² — водойми.

## Демографія
Згідно з переписом 2010 року, у місті мешкали 2462 особи в 885 домогосподарствах у складі 713 родин. Густота населення становила 606 осіб/км². Було 960 помешкань (236/км²).
Расовий склад населення:
| - 94,2 % — білих - 3,0 % — азіатів - 1,4 % — чорних або афроамериканців |

До двох чи більше рас належало 1,1 %. Частка іспаномовних становила 5,1 % від усіх жителів.
За віковим діапазоном населення розподілялося таким чином: 26,4 % — особи молодші 18 років, 59,6 % — особи у віці 18—64 років, 14,0 % — особи у віці 65 років та старші. Медіана віку мешканця становила 45,6 року. На 100 осіб жіночої статі у місті припадало 105,9 чоловіків; на 100 жінок у віці від 18 років та старших — 102,5 чоловіків також старших 18 років.
Середній дохід на одне домашнє господарство становив 171 841 долар США (медіана — 117 283), а середній дохід на одну сім'ю — 187 684 долари (медіана — 134 167). Медіана доходів становила 116 250 доларів для чоловіків та 62 264 долари для жінок. За межею бідності перебувало 3,9 % осіб, у тому числі 1,7 % дітей у віці до 18 років та 13,9 % осіб у віці 65 років та старших.
Цивільне працевлаштоване населення становило 1419 осіб. Основні галузі зайнятості: освіта, охорона здоров'я та соціальна допомога — 19,3 %, науковці, спеціалісти, менеджери — 18,3 %, мистецтво, розваги та відпочинок — 14,5 %, виробництво — 10,9 %.